# Dorfkirche Altenbeuthen

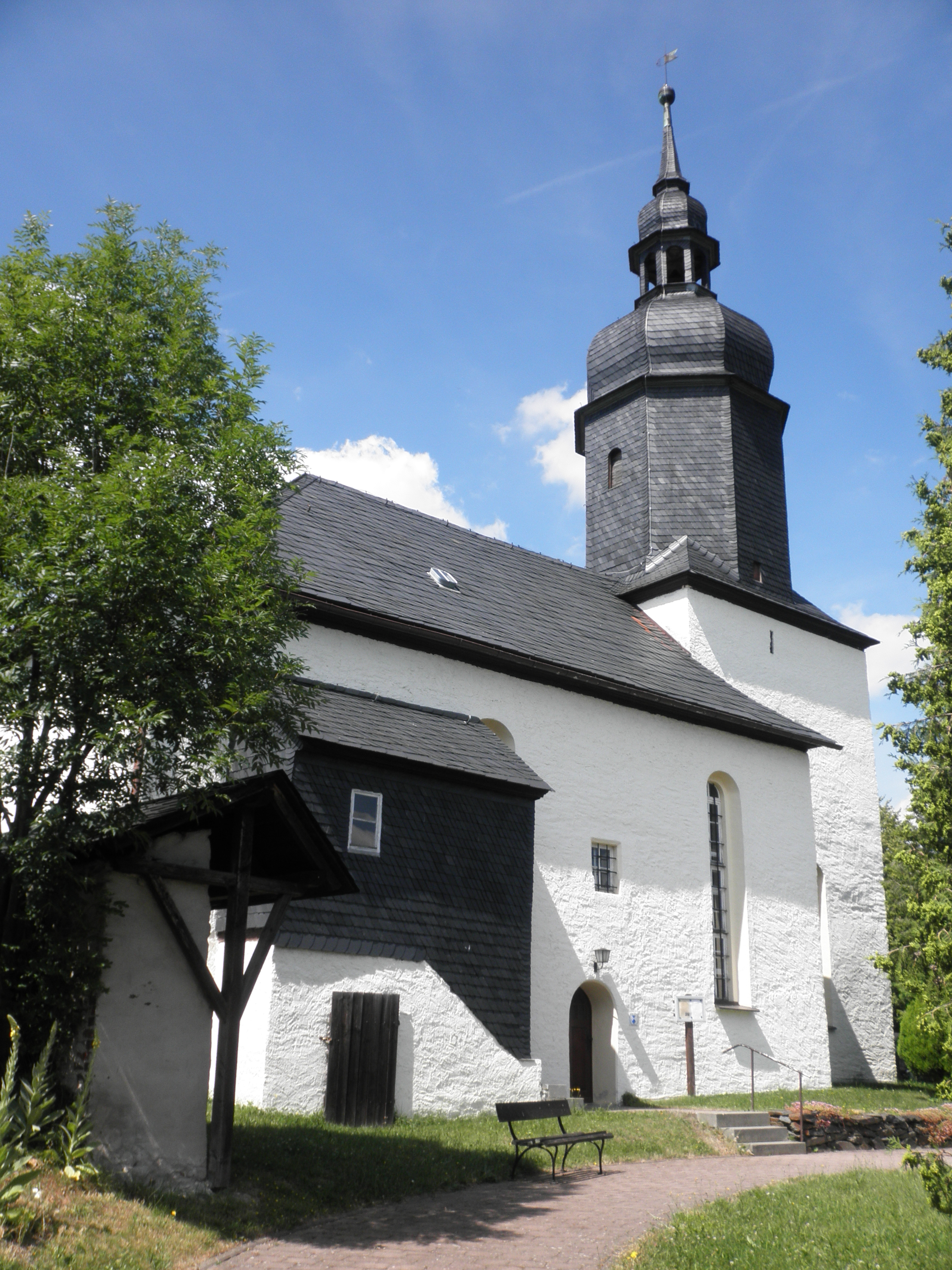
Dorfkirche Altenbeuthen

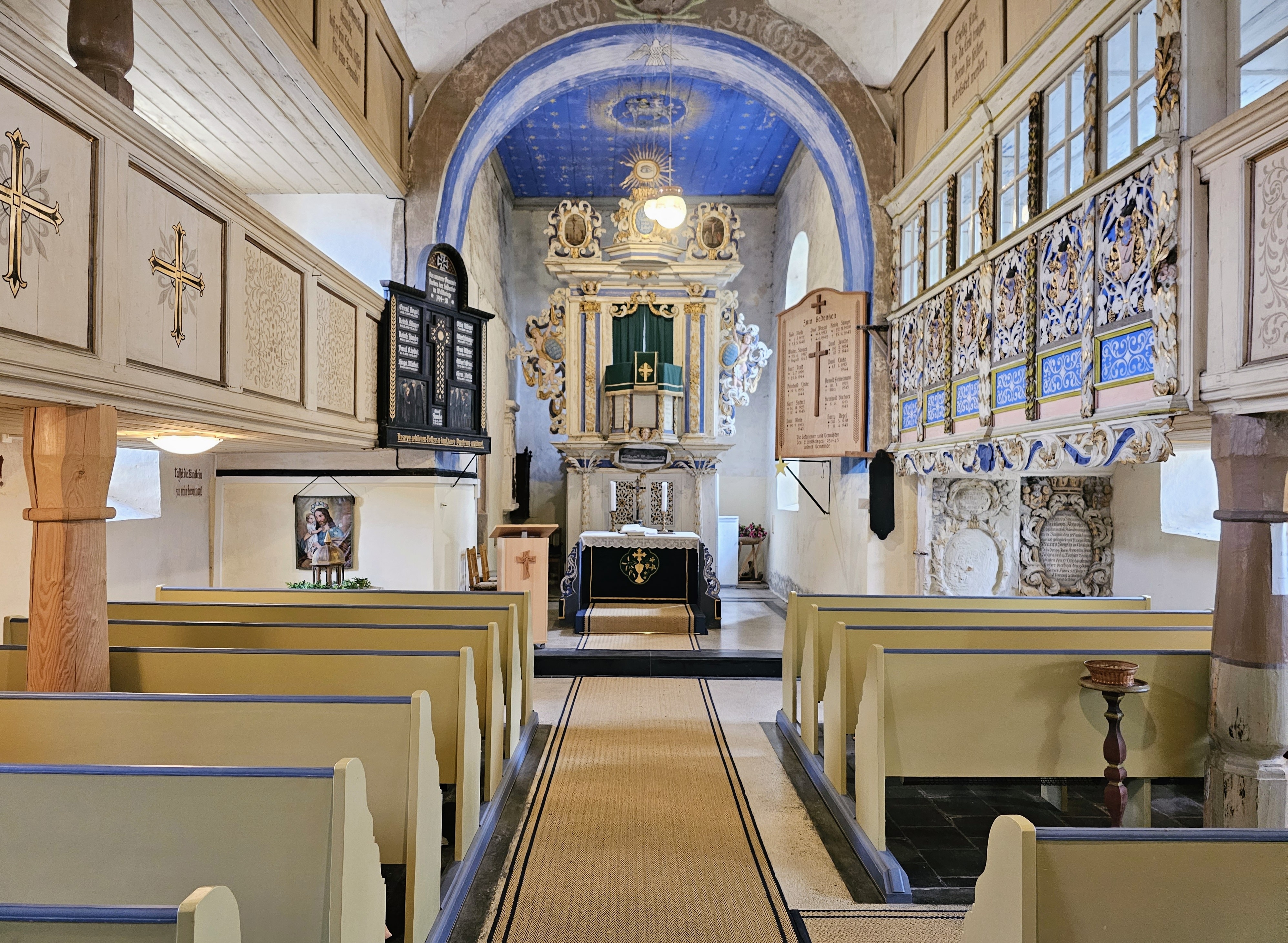
Innenraum (2023)

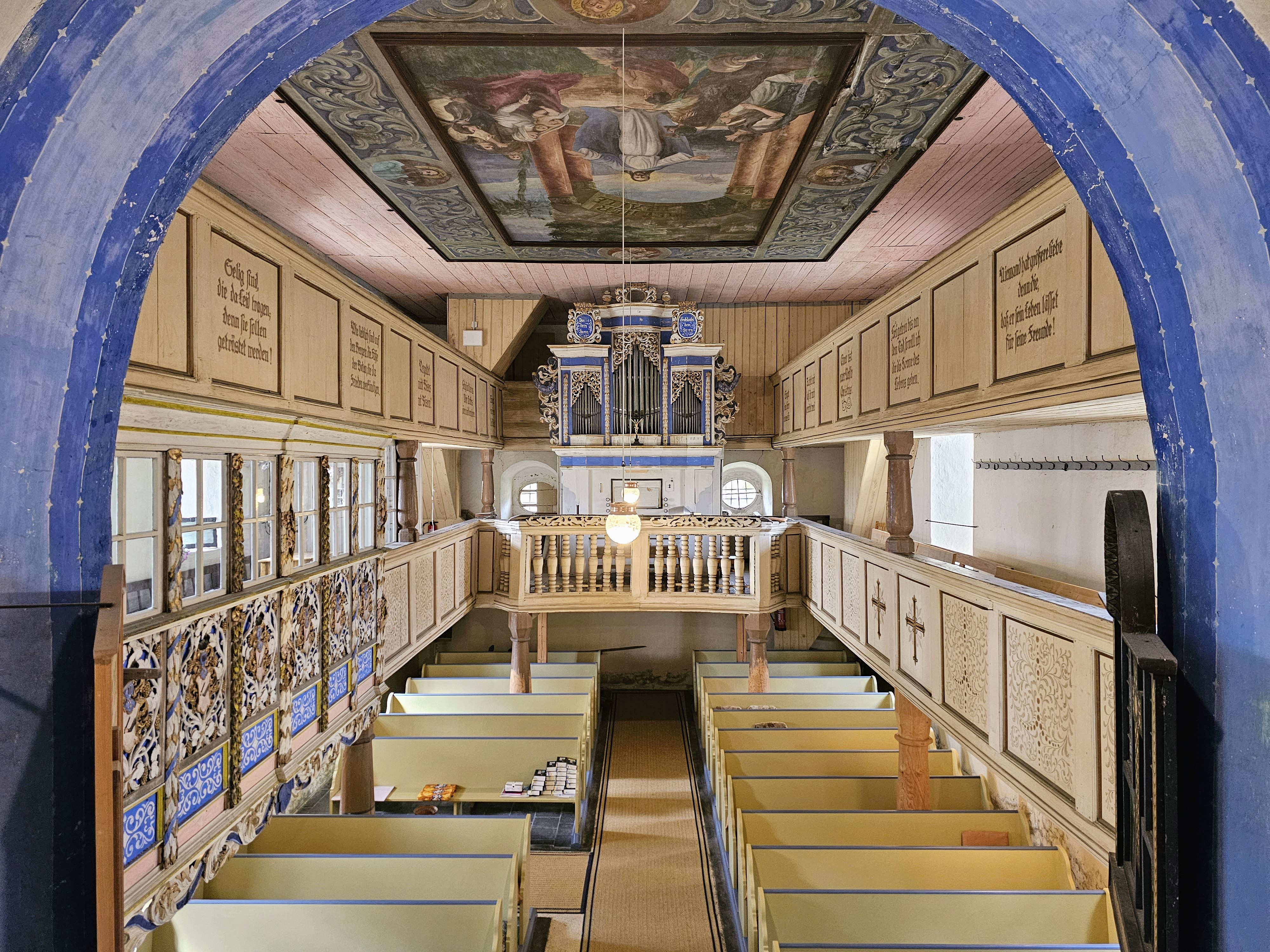
Innenraum, Blick zur Orgel

Die evangelisch-lutherische Dorfkirche steht in der Gemeinde Altenbeuthen im Landkreis Saalfeld-Rudolstadt in Thüringen. Die Kirchengemeinde Altenbeuthen gehört zum Pfarrbereich Drognitz des Kirchenkreises Rudolstadt-Saalfeld.
Ein Kirchenbau ist für das 12. Jahrhundert überliefert. Die massive, verputzte Saalkirche mit abgewalmten Satteldach und der angebaute Chorturm mit Haube und Laterne von heute sind 1715–1722 entstanden. Sie haben beide Schieferdeckung. Es wurden Teile der romanischen Vorgängerkirche verwendet. Die Sakristei, nördlich am Kirchenschiff anliegend, stammt aus dem 14. Jahrhundert. Sie hat ein Kreuzgratgewölbe. Die Kirche wurde 1973 und 1988 renoviert. Der Innenraum hat eine bauzeitliche Flachdecke mit den Darstellungen der Auferstehung Jesu Christi aus dem 19. Jahrhundert und des Lamm Gottes (bauzeitlich). Die zweigeschossige Empore ist reich dekoriert. Der barocke Kanzelaltar und die Patronatsloge sind aus der Bauzeit. Das Taufbecken war vermutlich schon in der romanischen Kirche.
Die Orgel mit 8 Registern, verteilt auf ein Manual und Pedal, baute Johann Georg Fincke 1716. Laut einer Pfeifeninschrift reparierte Christian Gottlob Steinmüller 1819 das Instrument nach einem starken Wassereinbruch. Eine Restaurierung erfolgte 2016 zum 300-jährigen Orgeljubiläum durch Rösel & Hercher Orgelbau. Der Prospekt verblieb dabei unbehandelt. Seine Pfeifen sind noch original.